# Trụ sở

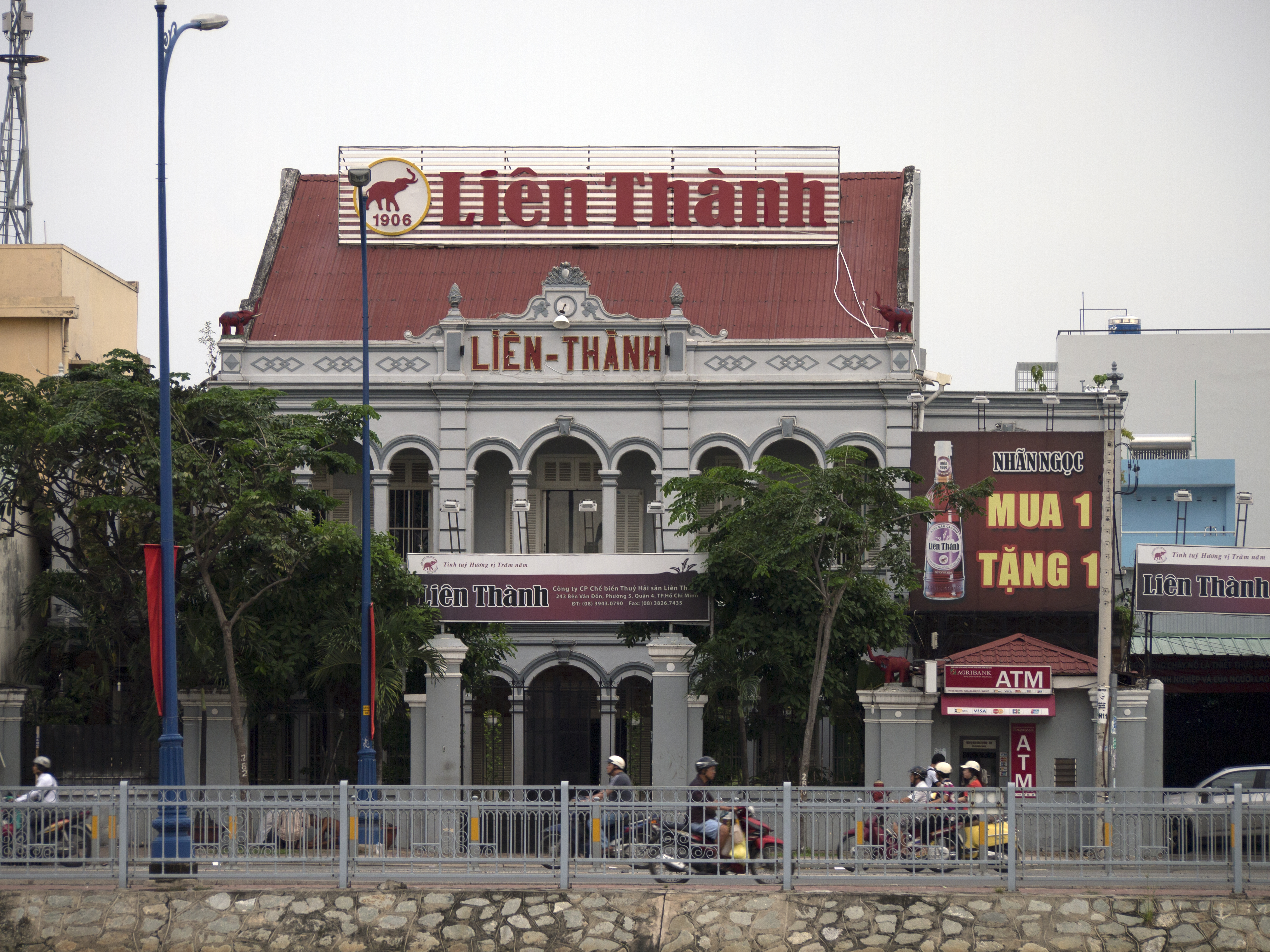
Trụ sở công ty Liên Thành

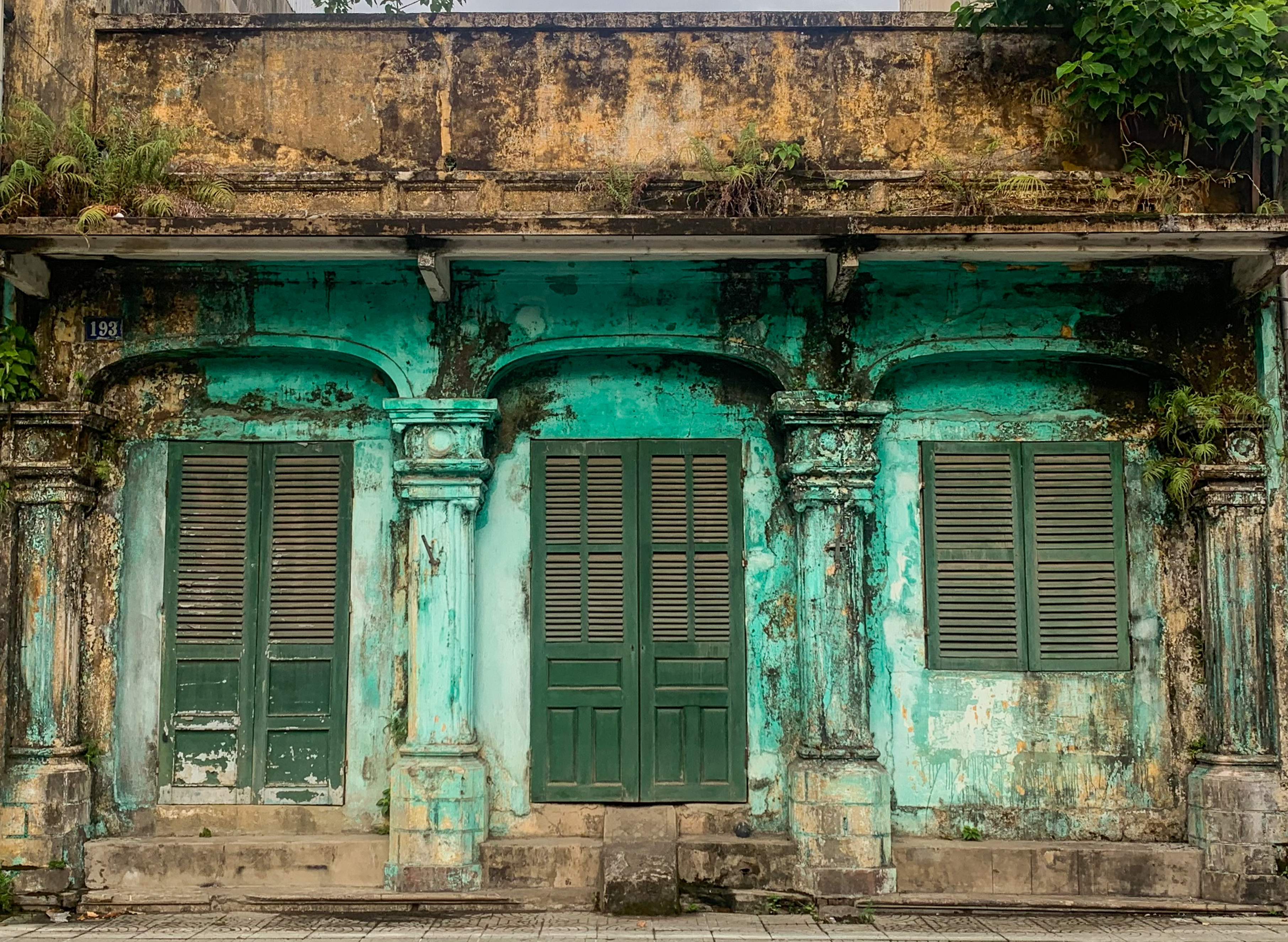
Di tích trụ sở báo Tiếng Dân ở Huế

Trụ sở (Headquarters) hay còn gọi là Hội sở hay là Trụ sở chính hoặc là Đại bản doanh là vị trí trung tâm của một tổ chức trong hệ thống mà hầu hết hoặc tất cả các chức năng quan trọng của một tổ chức được triển khai thực hiện từ đây mà ra, trụ sở là trung tâm ra quyết định trong toàn hệ thống. Trụ sở cũng là đầu mối, nơi diễn ra các công việc, giao dịch chính của doanh nghiệp. Ở Hoa Kỳ, thì trụ sở công ty đại diện cho thực thể ở trung tâm hoặc cấp cao nhất của công ty chịu trách nhiệm hoàn toàn trong việc quản lý tất cả các hoạt động kinh doanh. Ở Vương quốc Anh, thuật ngữ trụ sở chính văn phòng (hay HO/Hội sở) thường được dùng nhất cho trụ sở chính của các tập đoàn lớn. Trụ sở chính là đơn vị đứng đầu của một tập đoàn chịu trách nhiệm hoàn toàn về thành công chung của tập đoàn và đảm bảo có hiệu quả nhiệm vụ quản trị tập đoàn.

## Đại cương
Trụ sở chính của công ty là yếu tố quan trọng trong cấu trúc công ty, bao gồm các chức năng khác nhau của công ty như lập kế hoạch, chiến lược, truyền thông công ty, thuế thu nhập, hoạt động pháp lý, tiếp thị, tài chính, nguồn nhân lực, công nghệ thông tin và mua sắm. Thực thể này là nơi làm việc của chức danh Giám đốc điều hành (CEO) là người chủ chốt và đội ngũ hỗ trợ của họ như văn phòng công ty và các chức năng liên quan đến CEO khác; các chức năng "lập chính sách công ty", bao gồm tất cả các chức năng công ty cần thiết để điều hành công ty bằng cách xác định và thiết lập các chính sách công ty; các dịch vụ công ty bao gồm các hoạt động kết hợp hoặc hợp nhất một số dịch vụ hỗ trợ cần thiết trên toàn doanh nghiệp, được cung cấp dựa trên kiến thức chuyên môn, thông lệ tốt nhất và công nghệ để phục vụ khách hàng nội bộ (và đôi khi là bên ngoài) và các đối tác kinh doanh; và giao diện hai chiều giữa trụ sở công ty và các đơn vị kinh doanh. Trụ sở chính thường bao gồm người đứng đầu đơn vị kinh doanh và nhân viên dưới quyền, cũng như tất cả các chức năng để quản lý đơn vị kinh doanh và các hoạt động vận hành. Người đứng đầu đơn vị kinh doanh chịu trách nhiệm về kết quả chung của đơn vị kinh doanh. Trụ sở chính đôi khi hoạt động ở vị trí cao nhất của một đơn vị khu vực, bao gồm tất cả các hoạt động của các đơn vị kinh doanh khác nhau, chịu toàn bộ trách nhiệm về lợi nhuận và thành công chung của đơn vị khu vực này.

## Trung tâm dịch vụ

Một trung tâm dịch vụ ở Vilnius

Trung tâm dịch vụ chia sẻ trong một tổ chức (Shared services center) là đơn vị chịu trách nhiệm thực hiện và xử lý các nhiệm vụ hoạt động cụ thể, chẳng hạn như kế toán, nguồn nhân lực, bảng lương, công nghệ thông tin, pháp lý, kiểm soát tính tuân thủ, mua sắm, bảo mật. Trung tâm dịch vụ chia sẻ thường là một nhánh của dịch vụ doanh nghiệp để tách biệt tất cả các loại nhiệm vụ hoạt động khỏi trụ sở chính của công ty, nơi phải tập trung vào vai trò lãnh đạo và quản trị doanh nghiệp. Vì các trung tâm dịch vụ chia sẻ thường là trung tâm chi phí, nên chúng khá nhạy cảm với chi phí về mặt số lượng nhân viên, chi phí lao động và tiêu chí lựa chọn địa điểm. Dịch vụ chia sẻ là một thực thể chịu trách nhiệm trong một tổ chức đa đơn vị có nhiệm vụ cung cấp cho đơn vị kinh doanh, các bộ phận và phòng ban tương ứng các dịch vụ chuyên biệt (tài chính, nguồn nhân lực, dịch vụ CNTT, cơ sở vật chất, hậu cần, giao dịch bán hàng) trên cơ sở thỏa thuận mức dịch vụ (SLA) với chi phí được tính dựa trên một số loại và hệ thống giá chuyển nhượng. Các trung tâm dịch vụ chung được triển khai vì nhiều lý do khác nhau như để giảm chi phí phân cấp, tăng chất lượng và tính chuyên nghiệp của các quy trình hỗ trợ cho doanh nghiệp, để tăng tính linh hoạt về chi phí cho các dịch vụ hỗ trợ, để tạo ra mức độ linh hoạt chiến lược cao hơn.